# Goran Alikalfic
Goran Alikalfic (født 18. januar 1986) er en dansk fodboldspiller, der spiller i Esbjerg fB som målmand.
Goran Alikalfic har tidligere spillet for Varde IF og B.93.